# توت‌فرنگی چینی
توت فرنگی چینی که به زبان محلی با نام یانگ‌می شناخته می‌شود، میوه آن با رنگ قرمز یا ارغوانی مایل به قرمز شبیه به توپ کوچک کرک دار خیلی زیبا بوده. درختان یانگ‌می عمدتاً در پارک‌ها و باغ‌ها جنبهٔ زینتی داشته و میوه‌های قرمز رنگ آنها دارای طعمی دوست داشتنی هستند. هسته بزرگ یانگ‌می حدود نیمی از کل حجم میوه را به خود اختصاص می‌دهد.

## شرح
این درخت همیشه سبز بین ارتفاع ۰ الی ۲۰ متر رشد دارد پوست تنه آن صاف. رنگ میوه‌ها از سفید تا قرمز و قرمز و ارغوانی فرق می‌کند.
توت فرنگی چینی :بیشترین کاربرد این درخت نوع زینتی آن بوده که واقعاً زیبا و دیدنی خصوصاً وقتی میوه می‌دهد. در کاربرد دیگر می‌توان خشک شده میوه آن که بومی‌ها با نام Yumberry از آن نام می‌برند. طعم دهند ه‌های ماست، نوع ترشی بسیار خوشمزه و آن، مربا، آب میوه بسیار لذیذ آن، تزیین شیرینی و …

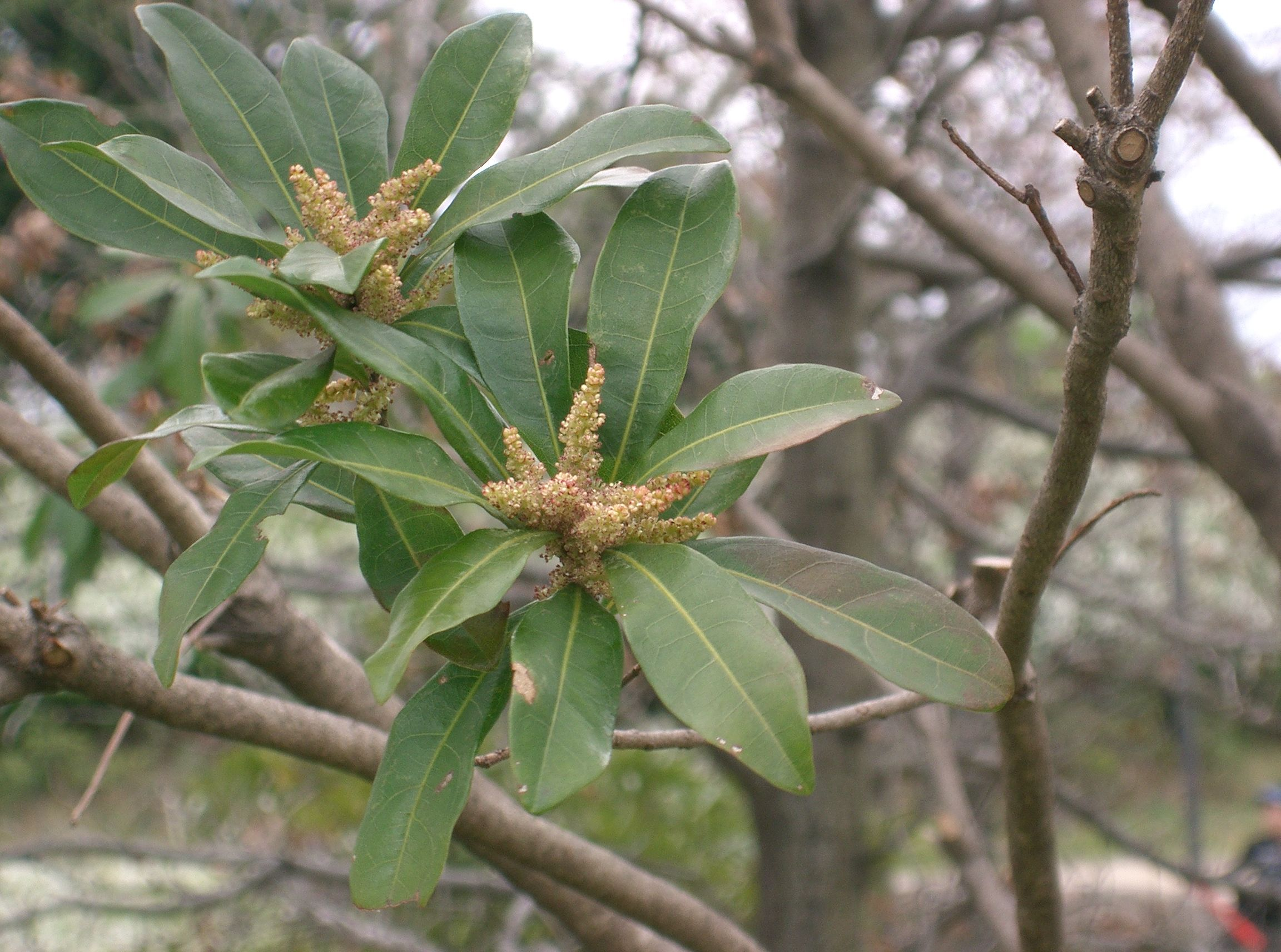
گل‌ها
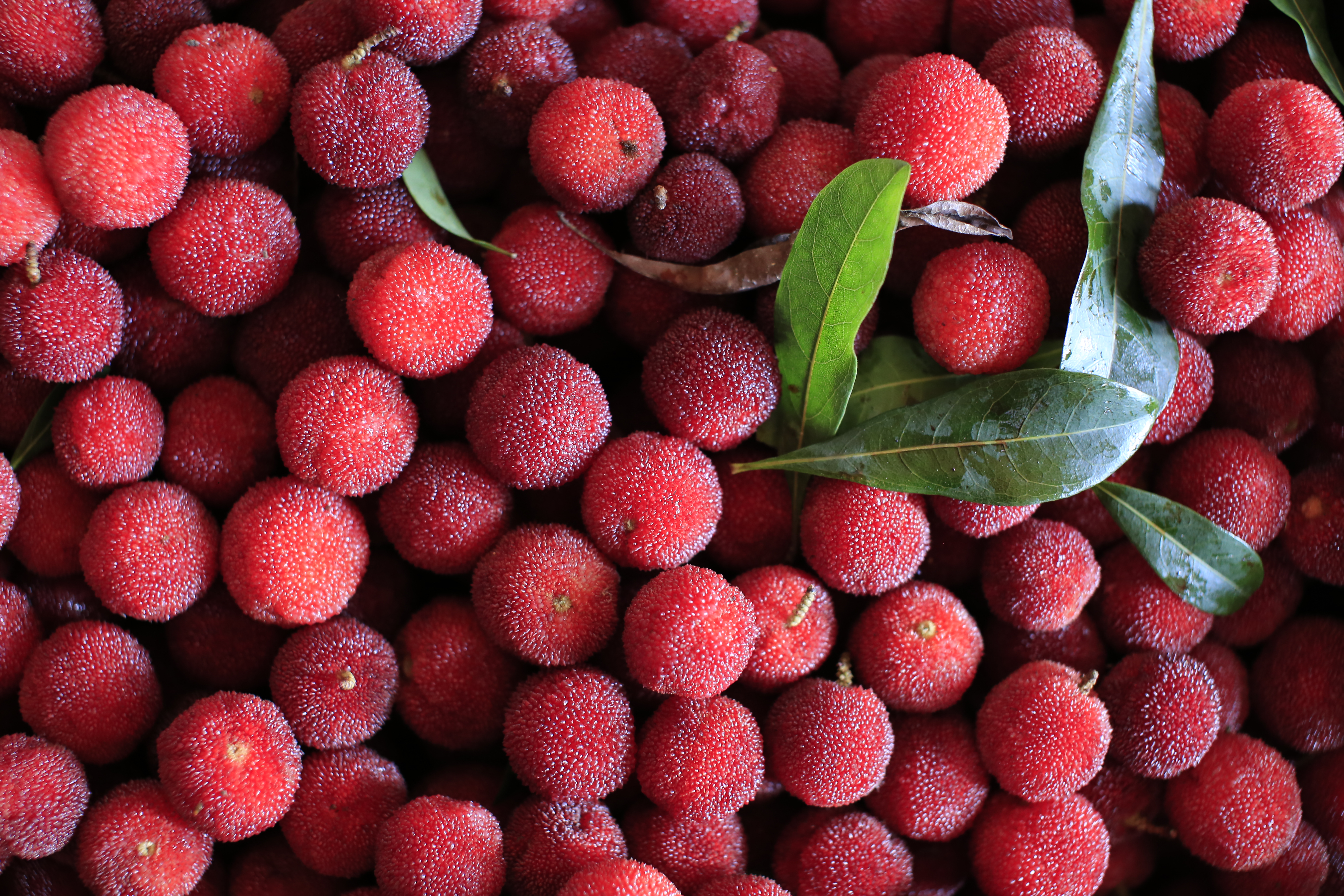
میوه
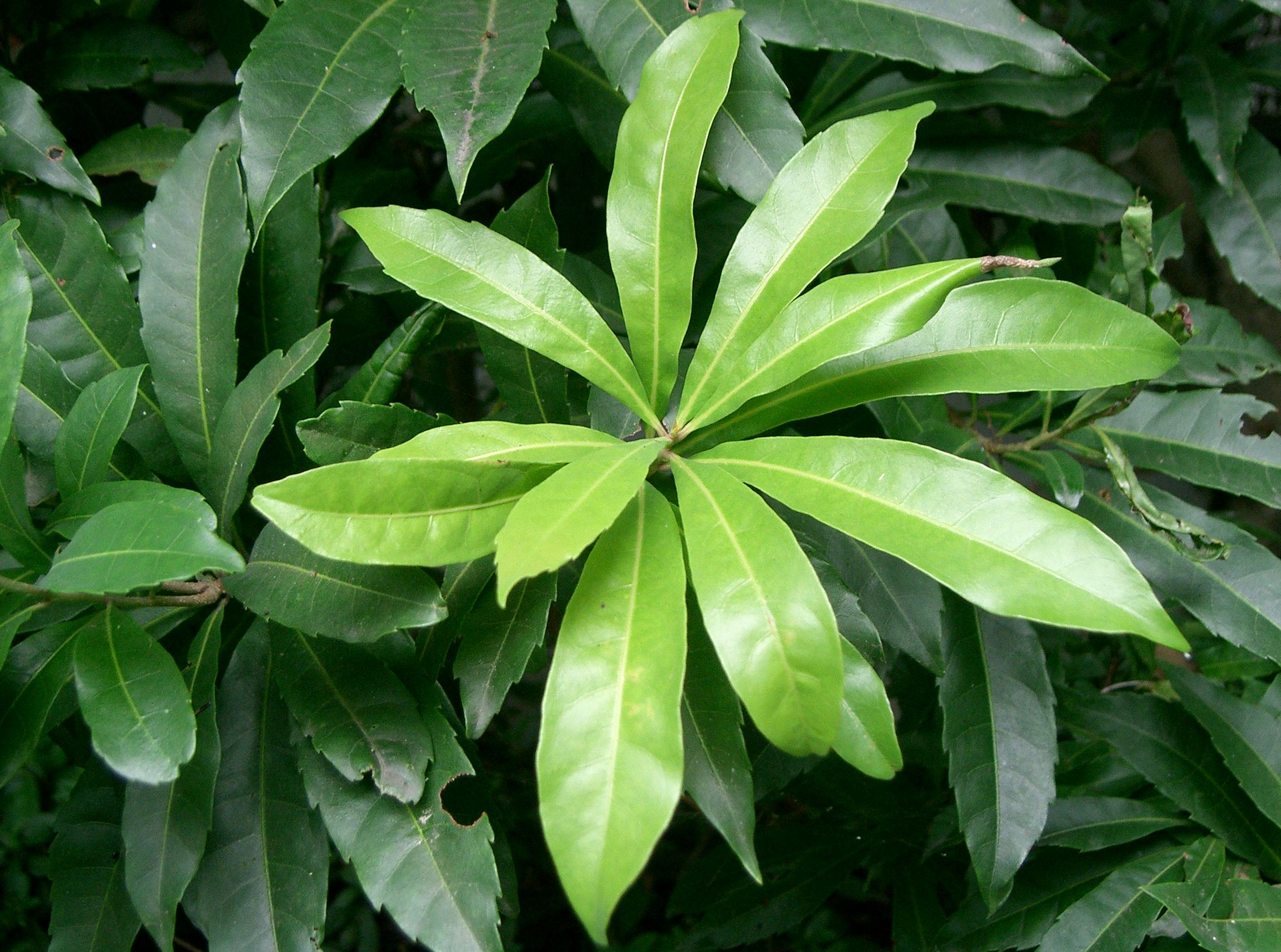
برگها
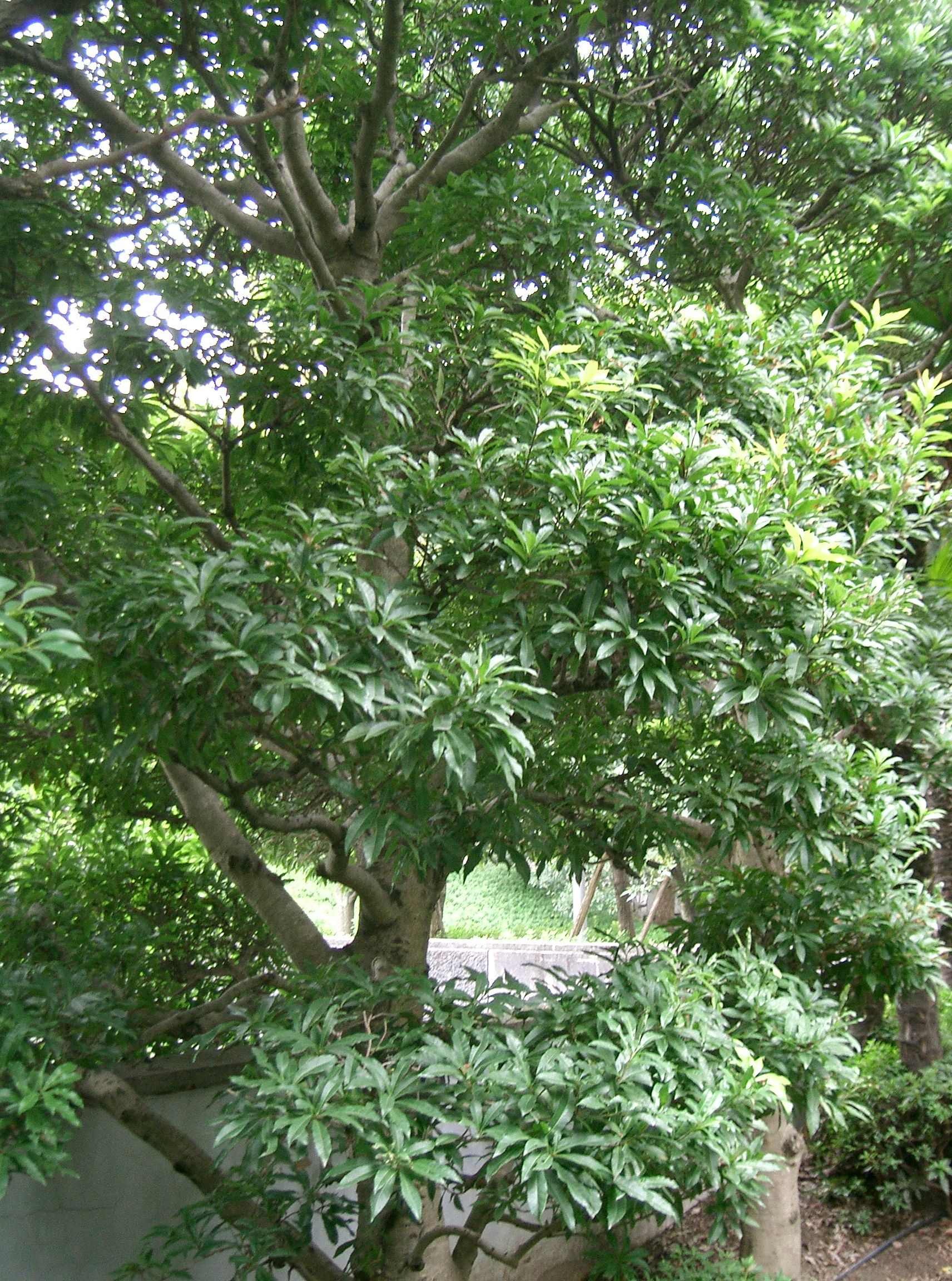
درخت